# Diocesi di Irapuato
La diocesi di Irapuato (in latino: Dioecesis Irapuatensis) è una sede della Chiesa cattolica in Messico suffraganea dell'arcidiocesi di León. Nel 2023 contava 1.652.100 battezzati su 1.715.600 abitanti. È retta dal vescovo Enrique Díaz Díaz.

## Territorio
La diocesi comprende 9 comuni dello stato messicano di Guanajuato: Irapuato, Salamanca, Abasolo, Cuerámaro, Jaral del Progreso, Valle de Santiago, Pueblo Nuevo, Huanímaro, e alcune parrocchie del comune di Pénjamo.
Sede vescovile è la città di Irapuato, dove si trova la cattedrale dell'Immacolata Concezione, già nota come Nostra Signora della Solitudine.
Il territorio si estende su una superficie di 4.775 km² ed è suddiviso in 70 parrocchie.

## Storia
La diocesi è stata eretta il 3 gennaio 2004 con la bolla Venerabiles Fratres di papa Giovanni Paolo II, ricavandone il territorio dalla diocesi di León (oggi arcidiocesi) e dall'arcidiocesi di Morelia.
Originariamente suffraganea dell'arcidiocesi di San Luis Potosí, il 25 novembre 2006 è entrata a far parte della provincia ecclesiastica di Bajío, come suffraganea dell'arcidiocesi di León.

## Cronotassi dei vescovi
Si omettono i periodi di sede vacante non superiori ai 2 anni o non storicamente accertati.
- José de Jesús Martínez Zepeda (3 gennaio 2004 - 11 marzo 2017 ritirato)
- Enrique Díaz Díaz, dall'11 marzo 2017

## Statistiche
La diocesi nel 2023 su una popolazione di 1.715.600 persone contava 1.652.100 battezzati, corrispondenti al 96,3% del totale.
| anno | popolazione | popolazione | popolazione | presbiteri | presbiteri | presbiteri | presbiteri                | diaconi | religiosi | religiosi | parrocchie |
| anno | battezzati  | totale      | %           | numero     | secolari   | regolari   | battezzati per presbitero | diaconi | uomini    | donne     | parrocchie |
| ---- | ----------- | ----------- | ----------- | ---------- | ---------- | ---------- | ------------------------- | ------- | --------- | --------- | ---------- |
| 2004 | 1.030.000   | 1.077.660   | 95,6        | 150        | 107        | 43         | 6.866                     |         | 43        | 204       | 65         |
| 2006 | 1.077.110   | 1.094.160   | 98,4        | 112        | 39         | 151        | 7.133                     | 2       | 50        | 168       | 61         |
| 2013 | 1.190.000   | 1.204.000   | 98,8        | 169        | 123        | 46         | 7.041                     | 2       | 51        | 231       | 67         |
| 2016 | 1.543.044   | 1.601.644   | 96,3        | 183        | 131        | 52         | 8.431                     | 2       | 55        | 236       | 69         |
| 2019 | 1.595.300   | 1.656.300   | 96,3        | 199        | 138        | 61         | 8.016                     | 1       | 67        | 194       | 70         |
| 2021 | 1.626.300   | 1.688.740   | 96,3        | 202        | 150        | 52         | 8.050                     | 1       | 57        | 201       | 70         |
| 2023 | 1.652.100   | 1.715.600   | 96,3        | 209        | 160        | 49         | 7.904                     | 2       | 54        | 191       | 70         |